# Evening Standard British Film Awards
Les Evening Standard British Film Awards sont les récompenses cinématographiques décernées par le tabloïd britannique Evening Standard depuis 1973 aux talents britanniques et irlandais.

## Palmarès 1970

### 1973
- Meilleur   acteur : Keith Michell pour le rôle d'Henry VIII dans  Les Six femmes d'Henry VIII.
- Meilleure  actrice : Glenda Jackson pour le rôle de Elizabeth I dans Marie Stuart, Reine d'Écosse.
- Meilleur comédie : The National Health réalisé par Jack Gold.
- Meilleur film : La Fille de Ryan réalisé par David Lean.
- Jeune talent masculin prometteur  : Simon Ward.
- Jeune talent féminin prometteur : Lynne Frederick pour son rôle de Catherine Howard dans Les Six femmes d'Henry VIII

### 1974
- Meilleur   acteur : Michael Caine pour le rôle de Milo Tindle dans  Le Limier.
- Meilleure  actrice : Glenda Jackson pour le rôle de Vicki Allesio dans Une maîtresse dans les bras, une femme sur le dos.
- Meilleure comédie : Les Trois Mousquetaires réalisé par Richard Lester.
- Meilleur film : Vivre et laisser mourir réalisé par Guy Hamilton.
- Jeune talent masculin prometteur  : Edward Fox.
- Jeune talent féminin prometteur : Heather Wright.

### 1975
- Meilleur   acteur : Albert Finney pour le rôle d'Hercule Poirot dans  Le Crime de l'Orient-Express.
- Meilleure  actrice : Wendy Hiller pour le rôle de la Princesse Natalya Dragomiroff dans Le Crime de l'Orient-Express.
- Meilleur comédie : On l'appelait Milady réalisé par Richard Lester.
- Meilleur film : Le Crime de l'Orient-Express réalisé par Sidney Lumet.
- Jeune talent masculin prometteur  : Robin Askwith pour son rôle de Timothy Lea dans Confessions d'un laveur de carreaux.
- Jeune talent féminin prometteur : Jill Townsend.

### 1976
- Meilleur   acteur : Peter Sellers pour le rôle de l'Inspecteur Clouseau dans  Le Retour de la panthère rose.
- Meilleure  actrice : Annette Crosbie pour le rôle de la Fée marraine dansThe Slipper and the Rose.
- Meilleur comédie : Le Retour de la panthère rose réalisé par Blake Edwards.
- Meilleur film : Le Tigre du ciel réalisé par Jack Gold.
- Jeune talent masculin prometteur  : Peter Firth.
- Jeune talent féminin prometteur : Gemma Craven.

### 1977
- Meilleur   acteur : John Thaw pour le rôle de l'Inspecteur Jack Regan dans  Sweeney!.
- Meilleure  actrice : Billie Whitelaw pour le rôle de Madame Baylock dans La Malédiction.
- Meilleur comédie : Quand la panthère rose s'emmêle réalisé par Blake Edwards.
- Meilleur film : Un pont trop loin réalisé par Richard Attenborough.
- Jeune talent masculin prometteur  : Dennis Waterman.
- Jeune talent féminin prometteur : Lesley-Anne Down.

### 1978
- Meilleur   acteur : Alec Guinness pour le rôle de Obi-Wan « Ben » Kenobi dans  Star Wars, épisode IV : Un nouvel espoir.
- Meilleure  actrice : Nanette Newman pour le rôle de Velvet Brown dans Sarah.
- Meilleur comédie : La Malédiction de la panthère rose réalisé par Blake Edwards.
- Meilleur film : Star Wars, épisode IV : Un nouvel espoir réalisé par George Lucas.
- Jeune talent masculin prometteur  : Michael J. Jackson.
- Jeune talent féminin prometteur : Lea Brodie.

### 1979
- Meilleur   acteur : Peter Ustinov pour le rôle d'Hercule Poirot dans  Mort sur le Nil.
- Meilleure  actrice : Maggie Smith pour le rôle de Diana Barrie dans California Hôtel.
- Meilleur comédie : Porridge réalisé par Dick Clement.
- Meilleur film : Mort sur le Nil réalisé par John Guillermin.
- Jeune talent masculin prometteur  : Simon MacCorkindale pour son rôle de Simon Doyle dans Mort sur le Nil.
- Jeune talent féminin prometteur : Karen Dotrice pour son rôle d'Alex Mackenzie dans Les 39 Marches.

## Palmarès 1980

### 1980
- Meilleur acteur : Denholm Elliott pour ses rôles dans Enquête sur une passion, Rising Damp et L'Ultime Attaque.
- Meilleure actrice : Frances de la Tour pour le rôle de Miss Ruth Jones dans Rising Damp.
- Meilleur comédie : Rising Damp réalisé par Joseph McGrath.
- Meilleur film : Yanks réalisé par John Schlesinger.
- Jeune talent masculin prometteur  : Jonathan Pryce.
- Jeune talent féminin prometteur : Wendy Morgan.
- The Peter Sellers Award for Comedy : Leonard Rossiter.

### 1989

#### Meilleur acteur
- Bob Hoskins pour le rôle de Eddie Valiant dans Qui veut la peau de Roger Rabbit ? (Who Framed Roger Rabbit)

## Palmarès 1990

### 1990

#### Meilleure réalisation technique/artistique
- Batman – Anton Furst

### 1998

#### Meilleur film
- The Full Monty - Le Grand Jeu (The Full Monty)

#### Meilleur acteur
- Robert Carlyle pour le rôle de Gary « Gaz » Scofield dans The Full Monty - Le Grand Jeu (The Full Monty)

## Palmarès 2000

### 2005

#### Meilleure réalisation technique et/ou artistique
- Ladykillers (The Ladykillers) – Roger Deakins (Ex aequo)
- Le Village (The Village) – Roger Deakins (Ex aequo)

### 2008

#### Meilleure  actrice
- Helena Bonham Carter pour le rôle de Mme Lovett dans Sweeney Todd : Le Diabolique Barbier de Fleet Street (Sweeney Todd: The Demon Barber of Fleet Street)

#### Meilleure musique de film
- Sunshine – John Murphy et Underworld

#### Meilleure réalisation technique
- Sunshine – Chris Gill (montage)
- Sunshine – Alwin H. Küchler (photographie)

### 2009
La 36e cérémonie des Evening Standard  British Film Awards a eu lieu le 1er février 2009, et a récompensé :

#### Meilleur film
- Hunger
  - Frost/Nixon
  - Unrelated

#### Meilleur acteur
- Michael Sheen pour le rôle de David Frost dans Frost/Nixon
- Pat Shortt pour le rôle de Josie dans Garage
  - Michael Fassbender pour le rôle de Bobby Sands dans Hunger

#### Meilleure actrice
- Tilda Swinton pour le rôle de Julia dans Julia
  - Samantha Morton pour le rôle de Marilyn Monroe dans Mister Lonely
  - Kate Winslet pour le rôle de Hanna Schmitz  dans The Reader et d'April Wheeler dans Les Noces rebelles (Revolutionary Road)

#### Meilleur réalisateur
- Stephen Daldry - The Reader
  - Danny Boyle - Slumdog Millionaire
  - Lenny Abrahamson - Garage

#### Révélation de l'année
- Joanna Hogg (réalisatrice) - Unrelated
  - Dev Patel (acteur) - Slumdog Millionaire
  - Rupert Wyatt (réalisateur et scénariste) - Ultime Évasion (The Escapist)

#### Meilleur scénario
- Bons baisers de Bruges (In Bruges) - Martin McDonagh
  - Garage  - Mark O’Halloran
  - Frost/Nixon - Peter Morgan

#### Technical Achievement Award
- Mark Digby (créateur de décors) - Slumdog Millionaire
  - Roger Deakins (directeur de la photographie) - No Country for Old Men, Dans la vallée d'Elah (In the Valley of Elah) et The Reader (avec Chris Menges)
  - Joe Walker (monteur) - Hunger et Ultime Évasion (The Escapist)

#### The Peter Sellers Award for Comedy
- Sally Hawkins - Be Happy (Happy-Go-Lucky)
  - Eddie Marsan - Be Happy (Happy-Go-Lucky)
  - Chris Waitt - Toute l'histoire de mes échecs sexuels (A Complete History of My Sexual Failures)

#### Alexander Walker Special Award
- Mike Leigh

## Palmarès 2010

### 2010
La 37e cérémonie des Evening Standard British Film Awards a eu lieu  le 9 février 2010, et a récompensé :

#### Meilleur film
- Fish Tank
  - Bright Star
  - Helen

#### Meilleur  acteur
- Andy Serkis pour le rôle de Ian Dury dans Sex & Drugs & Rock & Roll
  - Tom Hardy pour le rôle de Michael Peterson dans Bronson
  - Christian McKay pour le rôle d'Orson Welles dans Me and Orson Welles
  - Alex MacQueen pour le rôle de Roy Tunt dans The Hide

#### Meilleure  actrice
- Anne-Marie Duff pour le rôle de Julia Lennon dans Nowhere Boy
  - Kelly Macdonald  pour le rôle de Kate Frazier dans The Merry Gentleman
  - Carey Mulligan  pour le rôle de Jenny Miller dans Une éducation (An Education)

#### Révélation de l'année
- Peter Strickland (réalisateur et scénariste) - Katalin Varga
  - Katie Jarvis (actrice) - Fish Tank
  - Duncan Jones (réalisateur) - Moon

#### Meilleur  scénario
- In The Loop  - Jesse Armstrong, Simon Blackwell, Armando Iannucci et Tony Roche
  - Une éducation (An Education)   - Nick Hornby
  - Looking for Eric   - Paul Laverty

#### Meilleur  documentaire
- Anvil ! (Anvil! The Story of Anvil)
  - Afghan Star
  - Sleep Furiously

#### London Film Museum Award for Technical Achievement
- Barry Ackroyd (directeur de la photographie) - Démineurs  (The Hurt  Locker)
  - James Herbert (monteur) - Sherlock Holmes
  - Tony Noble (créateur de décors) - Moon

#### The Peter Sellers Award for Comedy
- Sacha Baron Cohen - Brüno
  - Peter Capaldi - In The Loop
  - Ricky Gervais - The Invention Of Lying

#### Alexander Walker Special Award
- Nicolas Roeg

### 2011
La 38e cérémonie des Evening Standard British Film Awards a récompensé :

#### Meilleur film
- Neds
  - Kick-Ass (film) – Matthew Vaughn
  - The Arbor – Clio Barnard

#### Meilleur acteur
- Andrew Garfield - Never Let Me Go et The Social Network

#### Meilleure actrice
- Kristin Scott Thomas -Partir

#### Meilleur scénario
- The Arbor – Clio Barnard
  - Kick-Ass (film) – Matthew Vaughn et Jane Goldman

#### Révélation de l'année
- Ben Wheatley

#### Prix technique d'honneur
- Gareth Edwards

#### Peter Sellers Award for Comedy
- Tamara Drewe

#### Alexander Walker Special Award
- Christopher Nolan

### 2012
La 39e cérémonie des Evening Standard British Film Awards a récompensé :

#### Meilleur film
- We Need to Talk About Kevin

#### Meilleur acteur
- Michael Fassbender - Shame et Jane Eyre

#### Meilleure actrice
- Olivia Colman - Tyrannosaur

#### Meilleur scénario
- Andrew Haigh - Weekend

#### Révélation de l'année
- Tom Kingsley et Will Sharpe -  Black Pond

#### Blockbusterde l'année
- Fast & Furious 5
- Harry Potter et les Reliques de la Mort 2e partie
- La Planète des singes : Les Origines (Rise of the Planet of the Apes)
- Pirates des Caraïbes : La Fontaine de Jouvence (Pirates of the Caribbean: On Stranger Tides)
- Transformers 3 : La Face cachée de la Lune (Transformers: Dark of the Moon)

#### Meilleur documentaire
- Senna

#### Prix technique d'honneur
- Robbie Ryan pour sa photographie dans Les Hauts de Hurlevent

#### Peter Sellers Award for Comedy
- L'Irlandais

#### Alexander Walker Special Award
- John Hurt

### 2013
La 40e cérémonie des Evening Standard British Film Awards a eu lieu le 5 février 2013 et a récompensé :
- Meilleur film : Skyfall
- Meilleur acteur : Toby Jones - Berberian Sound Studio
- Meilleure actrice : Andrea Riseborough - Shadow Dancer
- Meilleur scénario : Malcolm Campbell - What Richard Did
- Révélation de l'année : Sally El Hosaini - My Brother the Devil
- Meilleur documentaire : The Imposter - Bart Layton
- Peter Sellers Award for Comedy : Sightseers
- Editor's award : Sacha Baron Cohen pour faire de chacun de ses films un événement
- Prix technique d'honneur du London Film Museum award : Jacqueline Durran (décors), Sarah Greenwood (production artistique) et Seamus McGarvey (photographie)

### 2017
La 44e cérémonie des Evening Standard British Film Awards a récompensé :

#### Meilleure actrice dans un second rôle
- Rachel Weisz pour le rôle de Hannah Roennfeldt dans Une vie entre deux océans (The Light Between Oceans)

### 2018
La 45e cérémonie des Evening Standard British Film Awards a récompensé :

#### Meilleur acteur
- Tom Holland pour le rôle de Peter Parker / Spider-Man dans Spider-Man: Homecoming

### Liens  externes
- (en) Les Evening Standard British Film Awards par année sur l'Internet Movie Database